# Улица Акулова (Выборг)
Улица Акулова — улица в Центральном микрорайоне Выборга. Проходит от Железнодорожной улицы до Ленинградского шоссе. Одна из границ городского Сада скульптуры.
Длина улицы около 390 м.

## История
Историческое название — Карельская улица. Название улицы было дословно переведено на шведский (швед. Karelska gatan) и финский язык (фин. Karjala katu).
Проложена в соответствии с планом новой городской застройки, разработанным в 1861 году выборгским губернским землемером Б. О. Нюмальмом. Застраивались территории, освобождавшиеся в процессе сноса утративших своё значение укреплений «Рогатой крепости», а также засыпанные части Выборгского залива (до XIX века воды залива доходили до современной выборгской Красной площади, очертанию береговой линии старого времени ныне примерно соответствует линия Вокзальной улицы).
С приходом в Выборг железной дороги (1870) в начале улицы было возведено здание первого городского, деревянного, железнодорожного вокзала.
В независимой Финляндии название улицы было финнизировано — Äyräpäänkatu, которое, вероятно, было дано по названию финского населённого пункта — Яюряпяя (фин. Äyräpää), ныне Барышево, Выборгский район Ленинградской области.
Современное название в память советского партийного и государственного деятеля Ивана Алексеевича Акулова (1888—1937), жившего и работавшего в Выборге в 1915—1917 годах.
Застройка улицы пострадала во время боёв советско-финской войны. В послевоенный период на примыкающей к улице территории был разбит Сад скульптур. В 1960-е годы чётная сторона улицы была застроена типовыми жилыми домами из силикатного кирпича. В 2022 году при ремонтных работах д. 7 было обнаружено старинное надгробие.

## Достопримечательности
д. 11 — Комплекс застройки владельческого участка, начало XX века. Реконструирован в 1918 году архитектором Юхани Вийсте (совместно с Вилхо Колхо) 